# Cirsotrema ctenodentatum
Cirsotrema ctenodentatum is een slakkensoort uit de familie van de Epitoniidae. De wetenschappelijke naam van de soort werd voor het eerst geldig gepubliceerd in 2017 door Zelaya en Güller.